# Александровка (Токарёвский район)
Александровка — деревня в Токарёвском районе Тамбовской области России. Административный центр Александровского сельсовета.

## География
Деревня находится в юго-западной части региона, в лесостепной зоне, в пределах Окско-Донской низменной равнины, на реке Битюг, на расстоянии примерно 15 километров (по прямой) к северо-востоку от районного центра, рабочего посёлка Токарёвки.

### Климат
Климат умеренно континентальный, относительно сухой, с холодной продолжительной зимой и тёплым летом. Средняя температура воздуха самого холодного месяца (января) — −11,5 — −10,5 °C (абсолютный минимум — −39 °C); самого тёплого месяца (июля) — 19,5 — 20,5 °C (абсолютный максимум — 40 °С). Продолжительность периода с положительной температурой выше 10 °C колеблется от 141 до 154 дней. Среднегодовое количество атмосферных осадков составляет 450—470 мм, из которых большая часть выпадает в тёплый период. Снежный покров держится в течение 135 дней

## Население
| 2002 | 2010 |
| ---- | ---- |
| 197  | ↘160 |

### Национальный состав
Согласно результатам переписи 2002 года, в национальной структуре населения русские составляли 94 % от жителей.

## Инфраструктура
Личное подсобное хозяйство.

## Транспорт
Деревня доступна автотранспортом.